# سنابل
سنابل Snapple علامة تجارية لمشروبات الشاي المثلج والعصائر، تملكها شركة كيوريغ دكتور بيبر Keurig Dr Pepper، ومقرها في بلانو في تكساس في  الولايات المتحدة.